# سفر (فیلم ۱۹۷۴)
سفر (ایتالیایی: Il viaggio) یک فیلم به کارگردانی ویتوریو دسیکا است که در سال ۱۹۷۴ منتشر شد. از بازیگران آن می‌توان به سوفیا لورن، ریچارد برتون، و ایان بانن اشاره کرد.